# Disappear
Disappear is een nummer van de Australische rockband INXS. Het is de tweede single van hun zevende studioalbum X uit 1990. Op 26 november dat jaar werd het nummer op single uitgebracht.

## Achtergrond
De plaat werd in een aantal landen een hit. In Australië, het thuisland van INXS, haalde "Disappear" een bescheiden 23e positie. In Nieuw-Zeeland werd de 25e positie behaald, im de VS de 8e, Canada de nummer 1-positie, Duitsland en de Eurochart Hot 100 de 43e, Zweden de 20e, Ierland de 9e en in het Verenigd Koninkrijk de 21e positie in de UK Singles Chart.
In Nederland was de plaat op vrijdag 7 december 1990 Veronica Alarmschijf op Radio 3 en werd een radiohit in de destijds twee hitlijsten op de nationale publieke popzender. De plaat bereikte de 9e positie in  Nederlandse Top 40 en de 15e positie in de Nationale Top 100.
In België bereikte de plaat de 10e positie in de Vlaamse Radio 2 Top 30 en de 12e positie in de voorloper van de Vlaamse Ultratop 50. In Wallonië werd géén notering behaald.